# 木崎為之

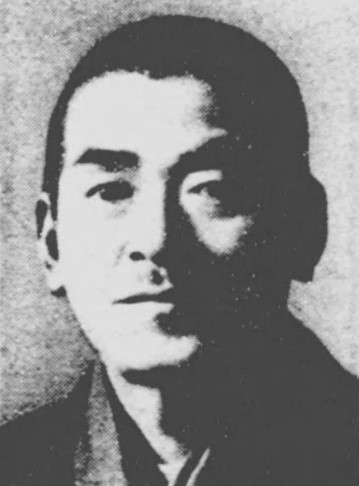
木崎為之

木崎 為之（爲之、きざき ためゆき、1894年（明治27年）9月1月 - 1980年（昭和55年）10月15日）は、日本の弁護士、政治家、右翼活動家。衆議院議員。旧姓・伊賀。

## 経歴
兵庫県菟原郡本山村（武庫郡本山村を経て現神戸市東灘区本山）で、伊賀平内左衛門の二男として生まれ木崎新逸の養子となる。1920年（大正9年）東京帝国大学法学部法律学科（独法）を卒業した。
1921年（大正10年）から1923年（大正12年）女子学習院（現学習院女子大学）教授を務めた。1924年（大正13年）大阪市で弁護士を開業。
1940年（昭和15年）10月、大日本翼賛壮年団総務に就任。則天塾から1942年（昭和17年）4月、第21回衆議院議員総選挙に兵庫県第5区から翼賛政治体制協議会の推薦を受け出馬して当選し翼賛政治会に参加し、その後、無所属倶楽部に所属して衆議院議員を1期務めた。この間、兵庫県翼賛壮年団理事、厚生省委員、翼賛政治会政調厚生委員などを務めた。
戦後、1948年（昭和23年）新日本国民協会（1949年解散）を結成したが、公職追放となり同顧問に就任。その後、祖国防衛同志会（1953年に民防と改称）委員長、日本戦友団体連合会顧問、大阪日の丸会理事長、憲法の会世話人、民防会長兼中央委員長、豊国信用組合理事長などを歴任した。
1980年10月、老衰のため姫路市の病院で死去した。

## 著作
- 『国体明徴我観』木崎為之、1937年。
- 『一民の力：新体制読本』六人社、1940年。
- 『我等の議会と選挙はかくあるべきだ : 議会と選挙の日本的反省』〈則天叢書3〉則天塾、1942年。